# WTA Tour 1970
Die WTA Tour 1970 (offiziell: Virginia Slims Circuit) bestand aus einem Tennisturnier.
Das Tennisturnier in Houston 1970 war der Beginn einer eigenständigen Damenturnierserie. Auslöser war eine Ungleichbehandlung beim Preisgeld, welches 1970 bei dem Pacific Southwest Tournament in Los Angeles bei 8:1 zugunsten der Herren lag. Wütend über diese Differenz wandten sich Billie Jean King, Rosie Casals und Nancy Richey an Gladys Heldman, Gründerin und Herausgeberin des World Tennis Magazine und selbst ehemalige Tennisspielerin, ob sie ihnen nicht helfen könnte. Diese schaffte es in kürzester Zeit, dieses Turnier zu organisieren und mit eigenem Geld zu sponsern. Mit Joseph Cullman, einem guten Freund von ihr und Vorsitzendem von Philip Morris, fand sie jemanden, der ein Preisgeld zur Verfügung stellte und fünf Turniere unterstützen wollte. Heldman schloss mit neun Spielerinnen, den Original 9, einen Vertrag über einen US-Dollar ab. Der Vertrag berechtigte die Spielerinnen, in der Virginia Slims Series anzutreten. Diese 9 waren: Billie Jean King, Rosie Casals, Nancy Richey, Kerry Melville, Peaches Bartkowicz, Kristy Pigeon, Judy Dalton, Valerie Ziegenfuss sowie Gladys Heldmans Tochter Julie Heldman.
| Datum        | Turnier                                                                        | Siegerin     | Finalgegnerin | Ergebnis      |
| ------------ | ------------------------------------------------------------------------------ | ------------ | ------------- | ------------- |
| 25. – 27.09. | Virginia Slims Invitational Houston, Vereinigte Staaten 7.500 $ Sandplatz - 8E | Rosie Casals | Judy Dalton   | 5:7, 6:1, 7:5 |